# Hyperolius concolor
Hyperolius concolor es una especie de anfibios de la familia Hyperoliidae.
Habita en Benín, Camerún, Costa de Marfil, Ghana, Guinea, Liberia, Nigeria, Sierra Leona y Togo.
Su hábitat natural incluye bosques tropicales o subtropicales secos y a baja altitud, sabanas secas, marismas de agua dulce, corrientes intermitentes de agua dulce, tierra arable, jardines rurales, zonas previamente boscosas ahora degradadas, aquaculture estanques y canales y diques.